# I'm on a Boat
I'm on a Boat è un singolo del gruppo comedy rap Lonely Island. Nominato per un premio Grammy, è stato tratto dall'album di debutto Incredibad. La canzone stata incisa con la collaborazione del cantante R&B T-Pain.
Il suo videoclip è stato il più visto su YouTube nel febbraio 2009.

## Videoclip
Il video si apre con Andy Samberg seduto al tavolo della cucina con i compagni Akiva Schaffer e Jorma Taccone. Versando in una ciotola di cereali, per la sua gioia, trova un buono per una gita in barca gratuita per tre persone. Dopo aver riflettuto su chi andrà con lui, Samberg prende Schaffer, ma salta Taccone e sceglie come terzo il cantante T-Pain, che è stato apparentemente seduto per tutto il tempo al tavolo di fronte agli altri.
I tre sono dunque a bordo della Never Say Never, nella Baia di Biscayne, in Florida, vestiti in smoking. Durante il video, mentre i tre son sulla nave, deridono continuamente Taccone mostrandolo in posti molto banali.
La comicità del videoclip è data dall'atteggiamento di Samberg e Schaffer i quali millantano l'essere a bordo della nave come fosse un vanto enorme, quasi un merito o un traguardo raggiunto che conferisce loro superiorità rispetto al prossimo, e gridano il loro entusiasmo con forza e aggressività ("I'm on a boat motherfucka don't you ever forget!", "You can't stop me motherfucka 'cause I'm on a boat!").
Nel video sono utilizzati diversi costumi tra cui lo smoking, la tuta di volo, l'abito da marinaio, ecc.

## Classifiche
| Classifica (2009)          | Posizione massima |
| -------------------------- | ----------------- |
| Billboard Canadian Hot 100 | 62                |
| Australian Singles Chart   | 14                |
| New Zealand Singles Chart  | 9                 |
| Billboard Hot 100          | 56                |